# 241 (număr)
241 (două sute patruzeci și unu) este numărul natural care urmează după 240 și precede pe 242 într-un șir crescător de numere naturale.

## În matematică
241:
- Este un număr impar.
- Este un număr deficient.[1][2]
- Este un număr prim.[3][4]
- Este un număr prim aditiv.[5][6]
- Este un număr prim cubic generalizat.[7]
- Este un număr prim Labos.[8][9]
- Este un număr prim norocos.[10]
- Este un număr prim Proth,[11][12] {\displaystyle (241=15\cdot 2^{4}+1)}.
- Este un număr prim Ramanujan.[13][14]
- Este un număr prim regulat.[15][16]
- Este un număr prim slab.[17][18]
- Este un număr prim Solinas.[19][20]
- Este singurul număr prim Lucas–Wieferich la (U, V) = (3, −1).
- Împreună cu numărul prim 239 formează o pereche de numere prime gemene,[21][22] fiind numărul cel mai mare din pereche.[23]
- Este un număr centrat 16-gonal.[24][25]
- Este un număr centrat 24-gonal.[26][27]
- Este un număr centrat 40-gonal.[28][29]
- În baza 15 este un număr repdigit,[30] (11115).

## În știință

### În astronomie
- Obiectul NGC 241 din New General Catalogue este un roi deschis cu o magnitudine 12,1 în constelația Micul Nor al lui Magellan.
- 241 Germania este un asteroid din centura principală.
- 241P/LINEAR (LINEAR 7)este o cometă periodică din sistemul nostru solar.

## În alte domenii
241 se poate referi la:
- Americiu-241, izotopul cel mai folosit în detectoarele de fum.